# 驪山老母
驪山老母（れいざんろうぼ）は、中国の民俗宗教と道教における女仙である。上八仙の一柱で、驪山の麓に住む老仙女。黎山老母や梨山老母という表記もある。
驪山姥、治世天尊、万霊主教、護国懿徳元君、驪山老母玄霊妙元大慈尊、驪山老母懿徳玄妙大慈尊とも呼ばれる。

## 概要
清代・兪樾の『春在堂随筆』に収録された「小浮梅閑話」によれば、驪山老母には、その人がいて、虚無ではない。
道教の文献『驪山老母玄妙真経』によれば、斗姥は昔の上古、中原の驪山に降りて、驪山老母と化し、上八洞の古仙女である。乱世を救うために、いつも劫に応じて運を変える。大いに威霊をあらわし、賢を召して士を納め、門徒を授けて、山岑に隠棲して仙法を伝えた。その容姿も荘厳で優れ、「護国佑民」の神的存在として崇められ、あらゆる衆生を済度し、数々の時代の人間の仙道修行者たちに霊符・秘術や神仙道の要訣を教えることがある。
『太平広記』によれば、驪山老母とは、何の時代の人では不明。唐の時代に李筌（りせん）という神仙道の修行者が経典『黄帝陰符経』を手に入れたが、何度読んでも意味が分からない。あの日、李筌は驪山の麓で杖をついた老女に出会った。それが驪山老母で、李筌は彼女から『黄帝陰符経』の講義を受けたという。
羅懋登（らぼうとう）による『三宝太監西洋記』によれば、驪山老母は釈迦仏と玉皇大天尊よりも地位が高い神であり、しかも火母の師匠。最初は文字がなかったので彼女の名前がなかった。彼女は盤古を生んだので、老母と呼んだ。また、驪山に住んでいたことから、驪山老母と呼ばれている。
呂熊による『通俗大明女仙伝』（原題：『女仙外史』）によれば、仙家にはそれぞれの派閥があり、地仙となった女性は驪山老母によって統括する。驪山老母は地仙の祖といわれる。
驪山老母は『西遊記』に二度登場する。第二十三回では驪山老母は観音菩薩、普賢菩薩、文殊菩薩とともに三蔵一行を試すことである。第七十二回では孫悟空を助ける話があり、孫悟空が百眼魔君との戦いで窮地に陥った際、驪山老母は姿を現し、孫悟空に紫雲山千花洞の毘藍婆菩薩が百眼魔君を退治できると教えてくれた。驪山老母は陰符に長け、百眼魔君を多目怪と見分けることができる。そして毘藍婆菩薩は陽気を司って、多目怪を退治することができ、陽を以て陰を制す。
元曲『西遊記雜劇（楊景賢）第三本』では、孫行者は自分の名は通天大聖で、「小聖弟兄 姊妹五人 大姊驪山老母」と自分に兄と姉妹が5人おり、兄が斉天大聖で、姉が驪山老母だという。
樊梨花や薛金蓮、廉秀英、穆桂英、白娘子など古典文学の女主人公は驪山老母の徒弟として言及されている。

## 歴史の変遷

### 先秦時代の起源
『史記・秦本紀』に記されるように、驪山老母は元々 「驪山女」 と呼ばれ、商（殷）王朝の貴族である戎胥軒（じゅうしょけん） に嫁いだ。二人の間に生まれた子・中潏（ちゅういつ）は、周王朝の西方国境を守る役割を担い、その子孫が後に秦国を形成した。

#### 女娲と驪山の結びつき
『路史』『長安志』に「女娲が驪山で治世を行った」と明記され、驪山老母殿はその旧跡とされる。

#### 驪山女の実像
『漢書・律暦志』では商周時代の女性首長「驪山女」が記録され、後世の神格化の基盤となった。驪山の温泉は彼女の聖徳の象徴と解釈。

### 唐宋以降の神格化

#### 女娲化身説の定着
女娲補天伝説が驪山老母と融合。「坐騎が驪山に化身し、温泉を湧出」との説が形成される。考古学的には、陝西・仰韶文化姜寨遺跡から出土した蛙トーテムが女娲信仰との関連を裏付ける。ただし、女娲の蛇身と骊山老母が蛇仙（白娘子）を弟子に取った事実は、両神の連続性を暗示すると解釈される。

#### 道教による再解釈
『驪山老母玄妙真経』で斗姥（北斗信仰の神）の化身と位置付けられ、星神としての側面が付加。道教儀礼では「無極大慈尊」の尊号で呼ばれ、国泰民安を祈願する対象となる。一方、民間では毎年旧暦6月13日に驪山庙会を開催し、数万人が参拝する。

## 文化的影響

### 弟子育成伝説
唐代から明清小説にかけ、著名な女性武将・仙女の師として物語を牽引。
樊梨花（唐代）：中国唐代を舞台とした英雄譚『薛家将』系列（主に清期小説『説唐三伝』）に登場する伝説的女性武将。西突厥・寒江关守将樊洪の娘で、のち唐将薛丁山の妻となる。驪山老母に師事し仙術と武芸を修得したとされ、薛丁山の征西戦争を支え、最終的に征西大元帥として西涼平定を成し遂げた。中国民間では花木蘭・穆桂英・梁紅玉と並ぶ「四大巾帼英雄」の一人とされる。幼少時に驪山老母に弟子入りし、8年間の修行で移山倒海・撒豆成兵などの仙術、および弓術・刀法（繍戎刀の名手）を習得。移山倒海の術を伝授。
白素貞/白娘子（『白蛇伝』）：中国宋代を舞台とした民間伝説『白蛇伝』の主人公。青城山で千年修行した白蛇の精であり、人間・許仙（きょせん）との恋愛と悲劇を通じて知られる。驪山老母の弟子と自称するが、その真偽は資料により異なる。明清期の小説・戯曲で発展し、「中国四大民間伝説」の一つとして文化的影響力が大きい。史実的人物ではなく、道教神話と仏教説話が融合した創作キャラクターである。仙術水漫金山（洪水術）・五行遁術・宝珠攻撃（白猿童子撃退）、医療薬草術で民衆を治療（「保安堂」薬舗経営）、医療呪法を習得し人間界へ。
穆桂英（宋代）：中国宋代を舞台とした英雄譚『楊家将』系列に登場する伝説的女性武将。穆柯寨の首領・穆天王の娘であり、楊家将三代目・楊宗保の妻となる。驪山老母に師事し仙術と陣法を修得したとされ、大破天门阵などの戦功で知られる。中国民間では花木蘭・梁紅玉・樊梨花（義姉弟子）と並ぶ「四大巾幗英雄」の一人とされる。史実的根拠はなく、明代以降の講談・演劇で発展したキャラクターである。
驪山老母は愛弟子・劉金定（高君保の妻）の戦死を悲しみ弟子を取らないと決意していたが、穆柯寨で兵士遊戯を指揮する少女穆桂英を見て劉金定の面影を重ね、破例で関門弟子とした。
伝授された技芸:
陣法：『万陣図』による天門陣など複雑な陣形の破解法（劉金定の死因を踏まえた重点教育）。
武芸：神箭飛刀術・万勝槍法（後に夫楊宗保に伝授）。
薛金蓮（唐代）:中国清代の小説『説唐三伝』（1796年刊）を中心とした英雄譚「薛家将」シリーズに登場する架空の女性武将。唐代の名将・薛仁貴の娘であり、薛丁山の実妹、樊梨花の義妹に当たる。驪山老母の弟子として仙術と武芸を修得したとされ、兄夫妻（薛丁山と樊梨花）の征西戦争を補佐する役割で知られる。史実的根拠はなく、民間説話・演劇を通じて発展したキャラクターである。驪山老母の門下で仙術・兵法を学び、剣術と弓術に特に優れた。兄の薛丁山が誤って父を射殺した罪で追放された後、薛家を支える重要な戦力となる。超自然的な能力を持つ師の下で修行した経緯は、義姉・樊梨花のキャラクター設定との共通性が指摘される。
廉秀英（秦代）:清代小説『鋒剣春秋』（別名『後列国志』）に登場する伝説的女性武将。戦国末期の趙国武将・廉杰の娘であり、秦の名将・王翦の妻となる。驪山老母に師事し仙術と刀法を修得したとされ、小説第24回において師命により金光陣を破るため父を斬る悲劇的エピソードで知られる。史実的根拠はなく、『薛家将』『楊家将』の女将軍モチーフを戦国時代に転用した創作キャラクターとされる。驪山老母が廉秀英の「仙骨あり」と認め、九華山で7年間の修行を授ける。
伝授技法:
仙術：五行遁術・金光陣破解法（師命の核心）。
幻毒術:廉秀英の幻毒術と王翦の雷法が融合した合体技「幻雷劫界」（幻覚空間内での連続雷撃）。
「羅刹雷毒」（仙体溶解毒＋元神灼焼雷の複合攻撃）で孫臏軍を壊滅寸前に追い込む。
武芸：繍戎刀（樊梨花と同型の武器）の奥義。

### 西遊記への登場
『西遊記』第23回で観音・文殊・普賢の三大菩薩と共に唐僧一行を試す。老母が「母」役を演じることから、菩薩より上位の存在と示唆。

### 教育的象徴
「鉄杵を磨いて針を得る」逸話で、継続の重要性を詩仙李白に悟らせた。

## 現代の継承
驪山老母殿（陝西省臨潼区）では今日も、旧暦正月20日：補天を記念する麺餅を供える風習。秦代創建・唐代再建の記録が現存碑文（『創修山路碑』）に残る。